# 香川良介
香川 良介（かがわ りょうすけ、1896年10月10日 - 1987年4月17日）は、日本の俳優。本名は山口 英雄（やまぐち ひでお）。別芸名に香川 遼（-りょう）。
舞台俳優を経て映画界に入り、戦前は片岡千恵蔵プロダクション・日活、戦後は大映・東映の作品に出演した名脇役である。出演作品数は400本を超え、稲垣浩、伊丹万作、伊藤大輔ら多くの巨匠監督に起用された。テレビドラマへの出演も多い。長男は元子役の宗春太郎。

## 来歴・人物
1896年（明治29年）10月10日、佐賀県杵島郡六角村（現在の白石町）に、父・乕一と母・りえの4男1女の長男として生まれる。生後まもなく父は屯田兵となり、北海道庁雨龍郡深川村（現在の北海道深川市）へ移住。深川小学校（現存）を卒業して芽室実業学校に入学し、1911年（明治44年）の卒業後は家業の材木商を手伝っていたが、舞台俳優を志すようになる。1912年（明治45年）4月、角藤定憲一座に入り、のちに一座を主宰、大正期は舞台俳優として過ごしていた。
1925年（大正14年）、帝国キネマ演芸に入社して映画俳優となる。当時の帝キネは内紛のまっただなかで、1月に芦屋撮影所を全従業員が自主退職してアシヤ映画製作所を設立し、5月に小阪撮影所では撮影所閉鎖、全従業員が一方的に解雇され、取締役同撮影所長立石駒吉が東邦映画製作所を設立、従業員を選別して採用した。香川は立石の東邦映画に採用され、6月1日公開の同社設立第1回作品で伊藤大輔監督の現代劇『煙』でスクリーンデビューした。しかし、同社は賃金未払いのため同月内に解散したため、伊藤と行動を共にし、同年に伊藤映画研究所設立に参加し、連合映画芸術家協会との提携作『京子と倭文子』や『日輪』などに香川遼名義で出演するが、同研究所は挫折したため再び舞台に戻り、1927年（昭和2年）に一座を組織して台湾を巡業。この時伊藤の依頼で失業中の伊丹万作を一座に加えていた。
1928年（昭和3年）5月、片岡千恵蔵の片岡千恵蔵プロダクションが創立され、帰国した香川は伊藤の推薦で伊丹、稲垣浩らと共に入社する。このとき従業員の全員が20代で、31歳の香川は最年長だった。同社設立第1作の『天下太平記』に出演して以降、稲垣の『一本刀土俵入』『弥太郎笠』、伊丹の『仇討流転』『國士無双』、更に曽我正史監督の『愛憎血涙』、山中貞雄監督の『武道大鑑』『風流活人剱』など多数の作品に出演した。
1936年（昭和11年）、日活京都撮影所に移籍。1942年（昭和17年）1月には戦時統合で日活は大映に合併されるが、引き続き大映京都撮影所専属となった。1960年（昭和35年）に同社を退社してフリーになるが、その間に稲垣監督の『無法松の一生』、伊藤監督の『王将』、溝口健二監督の『雨月物語』、市川崑監督の『炎上』などに脇役出演した。一方、東横映画から東映の作品にも出演し、東映時代劇の全盛を支えた。東映時代劇が衰退してからは任侠映画にも出演している。晩年も現役として活動し、伊丹十三監督の『お葬式』等に出演した。
私生活では1925年3月に伊藤の従妹にあたるふみと結婚したが後に死別している。2人の間に3男1女がおり、長男の宗春太郎は子役として戦前中期に千恵プロ、日活、大映の作品に出演していたが、1961年（昭和36年）に死去した。1945年（昭和20年）1月21日に一恵と再婚したが、1978年（昭和53年）に死別した。
1987年（昭和62年）4月17日、急性心不全のため横浜市旭区の病院で死去。90歳没。最後の映画出演は岡本喜八監督の『ジャズ大名』。

## 出演作品

### 映画

#### 戦前
太字の題名はキネマ旬報ベスト・テンにランクインした作品
- 煙（1925年、聯合映画芸術家協会）　※「香川遼」名義
- 京子と倭文子（1926年、聯合映画芸術家協会）　※「香川遼」名義
- 日輪（1926年、聯合映画芸術家協会） - 私立探偵今野　※「香川遼」名義
- 野火（1926年、マキノ）　※「香川遼」名義
- 天下太平記（1928年、片岡千恵蔵プロダクション） - 小手田の仁平
- 放浪三昧（1928年、片岡千恵蔵プロダクション） - 無名の浪人
- 愛憎血涙（1928年、片岡千恵蔵プロダクション） - 棒名の長兵衛
- 仇討流転（1928年、片岡千恵蔵プロダクション） - 横車七兵衛
- めくら蜘蛛（1929年、片岡千恵蔵プロダクション） - 老僕平作
- 鴛鴦旅日記（1929年、片岡千恵蔵プロダクション） - 山城屋利左衛門
- ごろん棒時代（1929年、片岡千恵蔵プロダクション） - 鉄砲市兵衛
- 絵本武者修行（1929年、片岡千恵蔵プロダクション） - 掏摸
- 火陣（1929年、片岡千恵蔵プロダクション） - 与力
- 殺した人（1929年、片岡千恵蔵プロダクション） - 影坂庄左衛門
- 右門捕物帖 三番手柄（1930年、片岡千恵蔵プロダクション） - 松平伊豆守
- 春風の彼方へ（1930年、片岡千恵蔵プロダクション） - 盗賊
- 元禄快挙 大忠臣蔵 天変の巻・地動の巻（1930年、日活） - 吉田忠左衛門
- 源氏小僧出現（1930年、片岡千恵蔵プロダクション） - 青鬼小兵衛
- 逃げ行く小伝次（1930年、片岡千恵蔵プロダクション） - 目明し吉五郎
- 忠直卿行状記（1930年、片岡千恵蔵プロダクション） - 星川逸平
- 殉教血史 日本二十六聖人（1931年、日活） - 獄卒栗田新六
- 冬木心中（1931年、片岡千恵蔵プロダクション） - 番頭善兵衛
- 一本刀土俵入（1931年、片岡千恵蔵プロダクション） - 掘下げ根吉
- 水野十郎左衛門（1931年、片岡千恵蔵プロダクション） - 市兵衛
- 番場の忠太郎 瞼の母（1931年、片岡千恵蔵プロダクション） - 板前善三郎
- 弥太郎笠（1932年、片岡千恵蔵プロダクション） - 乾分玉蔵
- 國士無双（1932年、片岡千恵蔵プロダクション） - おけらの八兵衛
- 闇討渡世（1932年、片岡千恵蔵プロダクション） - 叔父萩原
- 旅は青空（1932年、片岡千恵蔵プロダクション） - 老侍南木
- 白夜の饗宴（1932年、片岡千恵蔵プロダクション） - 鶴岡
- 研辰の討たれ（1932年、片岡千恵蔵プロダクション） - 宿の亭主
- 刺青奇偶（1932年、片岡千恵蔵プロダクション） - 女衒金八
- 国定忠次 旅と故郷の巻（1933年、片岡千恵蔵プロダクション） - 万太郎親分
- 堀田隼人（1933年、片岡千恵蔵プロダクション） - 前原伊助
- 風雲 前後篇（1933年、片岡千恵蔵プロダクション） - 小松帯刀
- 渡鳥木曾土産（1934年、片岡千恵蔵プロダクション） - 仙頭の源兵衛
- 武道大艦（1934年、片岡千恵蔵プロダクション） - 老僕嘉兵衛
- 風流活人剱（1934年、片岡千恵蔵プロダクション） - 新居勘左衛門
- 直八子供旅（1934年、片岡千恵蔵プロダクション） - 法師庄兵衛
- 足軽出世譚（1934年、片岡千恵蔵プロダクション） - 重臣
- 忠臣蔵 刃傷篇 復讐篇（1934年、日活） - 萱野七郎衛門
- 勝鬨（1934年、片岡千恵蔵プロダクション） - 梶山兵庫
- 雁太郎街道（1934年、片岡千恵蔵プロダクション） - 小原の民五郎
- 利根の川霧（1935年、片岡千恵蔵プロダクション） - 平五郎親分
- 戦国奇譚 気まぐれ冠者（1935年、片岡千恵蔵プロダクション） - 隠密横目氏
- 情熱の不知火（1935年、片岡千恵蔵プロダクション） - 長崎奉行
- 魔風一騎 前篇（1935年、片岡千恵蔵プロダクション） - 采原仁右衛門
- 白牡丹（1935年、片岡千恵蔵プロダクション） - 客の老人
- 黄昏地蔵（1935年、片岡千恵蔵プロダクション） - 新田の揚吉
- 初祝鼠小僧（1935年、片岡千恵蔵プロダクション） - 上州屋清兵衛
- たった一人の女（1936年、第一映画） - 二本木屋半兵衛
- 江戸城炎史（1936年、片岡千恵蔵プロダクション） - 桃井可堂
- 海鳴り街道（1936年、日活） - 元右衛門
- 栗山大膳（1936年、日活） - 村上右門
- 森の石松（1937年、日活） - 武井の安五郎
- 恋山彦（1937年、日活） - 堀美作守、紀国屋文左衛門
- 曠原の魂（1937年、日活）
- 唐人お吉 黒船情話（1937年、日活） - 伊佐新次郎
- 変化若衆髷（1937年、日活） - 近江屋藤兵衛
- 水戸黄門シリーズ（日活）
  - 水戸黄門廻国記（1937年） - 島田右膳
  - 続水戸黄門廻国記（1938年） - 足袋屋新助
- 国定忠治（1937年、日活） - 壁安左衛門
- 木曾路の旅笠（1937年、日活） - 百姓弥平
- 飛竜の剣（1937年、日活） - 柳沢美濃守
- 血煙高田の馬場（1937年、日活） - 萱野七郎左衛門
- 自来也（1937年、日活） - 一夢仙人
- 忠臣蔵 天の巻・地の巻（1938年、日活） - 建部織部正、猿橋右門
- 忠次子守唄（1938年、日活） - 壁安左衛門
- 次郎長一家（1938年、日活） - 大政
- 出世太閤記（1938年、日活） - 竹中半兵衛
- 腰本吉弥組（1938年、日活） - 島田彦兵衛
- 三味線やくざ（1938年、日活） - 小場の七兵衛
- 闇の影法師（1938年、日活） - 川勝丹波
- 怪談 お岩役者（1938年、日活） - 嵐左近
- 地獄の蟲（1938年、日活） - 役人藤木
- 赤垣源蔵（1938年、日活） - 塩山伊左衛門
- 弥次㐂夛道中記（1938年、日活） - 遠山河内守
- 魔像（1938年、日活） - 村井長庵
- 大江戸の闇（1938年、日活） - 大家九郎兵衛
- 右門捕物帖シリーズ（日活）
  - 右門捕物帖 拾万両秘聞（1939年） - 松平伊豆守
  - 右門捕物帖 金色の鬼（1940年） - 室佐次馬
- 王政復古（1939年、日活） - 松平容保
- 春秋一刀流（1939年、日活） - 医者仁庵
- 鞍馬天狗 江戸日記（1939年、日活） - 野ぶすまの吉五郎
- 牢獄の花嫁（1939年、日活） - 松平龍山公
- 鴛鴦歌合戦（1939年、日活） - 香川屋宗七
- 鍔鳴浪人（1939年、日活） - 水戸中納言
- 彌次喜多 名君初上り（1940年、日活） - 柳川嘉兵衛
- 乱れ柳女仇討（1940年、日活） - 神尾佐渡守
- 宮本武蔵（日活） 
  - 宮本武蔵 草分の人々・栄達の門（1940年） - 長岡佐渡
  - 宮本武蔵 剣心一路（1940年） - 長岡佐渡
  - 宮本武蔵 一乗寺決闘（1942年） - 本阿弥光悦
- 仇討交響楽（1940年、日活） - 叔父八左衛門
- 続清水港（1940年、日活） - 子持ち役者
- 折鶴秘帖（1940年、日活） - 梅若九郎
- 風雲将棋谷（1940年、日活） - 神田川の兼三
- めくら笛（1940年、日活） - 小田切仙右衛門
- 北海に叫ぶ武士（1940年、日活） - 志垣隼人
- 織田信長（1940年、日活） - 織田信秀
- 討入前夜（1941年、日活） - 小野寺十内
- 伊達大評定（1941年、日活） - 伊達安芸
- 天兵童子（1941年、日活） - 羽柴秀吉
- 柳生月影抄（1941年、日活） - 長谷部主水正
- 江戸最後の日（1941年、日活） - 大久保越中守
- 海を渡る祭礼（1941年、日活） - 板場の峰吉
- 決戦奇兵隊（1941年、日活） - 貴山十右衛門
- 江戸の龍虎（1942年、日活） - 久世若狭守
- 維新の曲（1942年、大映） - 板倉勝静
- 獨眼龍政宗（1942年、大映）
- 伊賀の水月（1942年、大映） - 柳生但馬守
- 成吉思汗（1942年、大映） - シルガンシラ
- 二刀流開眼（1943年、大映） - 沢庵
- 決闘般若坂（1943年、大映） - 沢庵
- マリア・ルーズ号事件 奴隷船（1943年、大映） - 花房外務大臣
- 無法松の一生（1943年、大映） - 松五郎の父

#### 戦後
- 東海水滸伝（1945年、大映） - 大政
- 狐の呉れた赤ん坊（1945年、大映） - 佐吾兵衛
- 手袋を脱がす男（1946年、大映） - 三河屋三五郎
- 国定忠治（1946年、大映） - 小柴の弥太吉
- 滝の白糸（1946年、大映） - 太夫元福市
- 七つの顔（1946年、大映） - 長谷川警部
- 壮士劇場（1947年、大映） - 笠井栄次郎
- 手をつなぐ子等（1948年、大映） - 勘太の父
- 王将（1948年、大映） - 小沢八段
- 小判鮫（1948年、新演伎座） - 唐津屋万平
- かくて忍術映画は終わりぬ（1948年、東横映画） - 興行師鈴木
- 千姫御殿（1948年、大映） - 徳川秀忠
- 天狗飛脚（1949年、大映） - 大黒屋勘兵衛
- 紅蓮菩薩（1949年、大映） - 土屋源太夫
- 盤嶽江戸へ行く（1949年、新東宝） - 野々宮一徹
- 飛騨の暴れん坊（1949年、大映） - 鎌田大膳
- 蛇姫道中（1949年、大映） - 大久保忠成
- 山を飛ぶ花笠（1949年、大映） - 民蔵
- 月よりの使者（1949年、大映） - 小山田検事
- われ幻の魚を見たり（1950年、大映） - 叔父彦市
- 火山脈（1950年、大映） - 高山紀斎
- 鬼あざみ（1950年、大映） - 並木嘉右衛門
- ごろつき船（1950年、大映） - 赤崎屋吾兵衛
- 当り矢金八捕物帖 千里の虎（1950年、新光映画）
- いれずみ判官シリーズ
  - 女賊と判官（1951年、東横映画）
  - 飛びっちょ判官（1952年、東映） - 父左衛門
  - 喧嘩奉行（1955年、東映） - 遠山景晋
  - 海賊奉行（1957年、東映） - 跡部山城守
  - はやぶさ奉行（1957年、東映） - 跡部山城守
  - さいころ奉行（1961年、東映） - 遠山左衛門尉景晋
- 鬼姫しぐれ（1951年、大映） - 大島刑部
- 阿修羅判官（1951年、大映） - 大岡忠右衛門
- 神変美女峠（1951年、新東宝） - 内藤治郎右衛門
- 名月走馬燈（1951年、大映） - 孫右衛門
- 愛妻物語（1951年、大映） - 石川浩造
- 水戸黄門漫遊記 飛龍の剣（1951年、大映） - 牧隼人正
- 逢魔が辻の決闘（1951年、大映） - 松平美濃守
- 剣難女難（1951年、宝プロ） - 梶新左衛門
- 怪傑鉄仮面（1951年、東横映画） - 若狭越後守
- 銭形平次 恋文道中（1951年、大映） - 対馬大膳
- 續・修羅城秘聞 飛雲の巻（1952年、大映）
- 乞食大将（1952年〈製作は1945年〉、大映） - 福島丹波
- お洒落狂女（1952年、東映） - 小田切土佐守
- 大佛開眼（1952年、大映） - 橘ノ諸兄
- 戦国無頼（1952年、東宝） - 三好兵部
- 勘太郎月夜唄（1952年、大映） - 了海和尚
- 鞍馬天狗シリーズ（東映）
  - 鞍馬天狗 一騎討ち（1952年） - 織留の孫左衛門
  - 危うし!鞍馬天狗（1953年） - 根岸丹後守
- 武蔵と小次郎（1952年、松竹） - 岳雲和尚
- 加賀騒動（1953年、東映） - 横山大和
- 絵本猿飛佐助（1953年、太千興行） - 来福寺利康
- 朝焼け富士（1953年、東映） - 水野越前守
- 大菩薩峠 甲源一刀流（1953年、東映） - 逸見利恭
- 雨月物語（1953年、大映） - 村名主
- 近藤勇 池田屋騒動（1953年、新東宝） - 宮部鼎蔵
- 旅はそよ風（1953年、宝塚映画） - 大和屋の亭主善兵衛
- 素浪人奉行（1953年、東映） - 吉田屋総兵衛
- 花の喧嘩状（1953年、大映） - 川尻の倉造
- 地雷火組（1953年、東映） - 城戸主膳
- 江戸の花道（1953年、東映） - 但馬屋徳右衛門
- あばれ獅子（1953年、松竹） - 道具市の世話人
- 鞍馬天狗 青銅鬼（1953年、綜芸プロ） - 板倉内膳守
- 急襲桶狭間（1953年、東映） - 林佐渡守
- 喧嘩駕籠（1953年、宝塚映画） - 大下藤左衛門
- 砂絵呪縛（1953年、大映） - 間部詮房
- 地獄門（1953年、大映） - 平康忠
- 怪傑黒頭巾シリーズ（東映）
  - 怪傑黒頭巾（1953年） - 小栗上野介
  - 御存じ快傑黒頭巾 神出鬼没（1956年） - 小栗豊後守
  - 怪傑黒頭巾（1958年） - 松平定敬
  - 怪傑黒頭巾 爆発篇（1959年） - 池島平八
- 女間者異聞 赤穂浪士（1953年、東映） - 秋元但馬守
- 銭形平次捕物控シリーズ（大映）
  - 銭形平次捕物控 からくり屋敷（1953年） - 井筒屋豊三郎
  - 銭形平次捕物控 幽霊大名（1954年）- 稲垣小太郎
  - 銭形平次捕物控 どくろ駕籠（1955年） - 本多伊豆守
  - 銭形平次捕物控 女狐屋敷（1957年） - 美濃屋善右衛門
  - 銭形平次捕物控 八人の花嫁（1958年） - 大脇頼母
  - 銭形平次捕物控 鬼火燈籠（1958年） - 聖天の嘉兵衛
  - 銭形平次捕物控 雪女の足跡（1958年） - 小笠原図書頭
  - 銭形平次捕物控 美人鮫（1961年） - 京極近江守
- 旗本退屈男シリーズ（東映）
  - 旗本退屈男 どくろ屋敷（1954年） - 酒井備前守
  - 旗本退屈男 謎の決闘状（1955年） - 土屋相模守
  - 旗本退屈男 謎の紅蓮塔（1957年） - 秋山主膳
  - 旗本退屈男 謎の南蛮太鼓（1959年） - 後藤屋
  - 旗本退屈男 謎の幽霊島（1960年） - 守谷瀬左衛門
- 花の三度笠（1954年、大映） - 遠山信濃守
- ひよどり草子（1954年、新芸術プロ） - 欺波丹波守
- 雪之丞変化（1954年、東映） - 広海屋与平
- 山椒大夫（1954年、大映） - 曇猛律師
- 酔いどれ二刀流（1954年、大映） - 菅野六郎右衛門
- 若旦那武勇伝（1954年、松竹） - 大川社長
- 投げ唄左門シリーズ（大映）
  - 投げ唄左門一番手柄 死美人屋敷（1954年） - 安藤内膳正
  - 投げ唄左門二番手柄 釣天井の佝僂男（1954年） - 曲淵甲斐守
  - 投げ唄左門三番手柄 覆面髑髏隊（1954年） - 筒井紋太夫
- 一本刀土俵入（1954年、東映） - 関取高砂
- 美男天狗党（1954年、松竹） - 海老名の常造
- 妖異忠臣蔵（1954年、東映） - 近藤但馬
- 鉄火奉行（1954年、大映） - 笠井平左衛門
- 右門捕物帖 まぼろし変化（1954年、宝塚映画） - 笹井耕三郎
- 赤穂義士（1954年、大映） - 塩山伊左衛門
- 伊達騒動 母御殿（1954年、大映） - 酒井雅楽頭
- 忠臣蔵 花の巻・雪の巻（1954年、松竹） - 大野九郎兵衛
- 歌ごよみお夏清十郎（1954年、新芸術プロ） - 但馬屋九右衛門
- 丹下左膳 こけ猿の壺（1954年、大映） - 田丸主水正
- 照る日くもる日（1954年、宝塚映画） - 細木新之亟
- 怪猫逢魔が辻（1954年、大映） - 中村勘三郎
- 伊太郎獅子（1955年、大映） - 梨山頼母
- 次男坊鴉（1955年、大映） - 六郷内膳正
- 春秋あばれ獅子（1955年、東映） - 松平周防守
- 鬼斬り若様（1955年、大映） - 三宅宅兵衛
- あばれ纏千両肌（1955年、東映） - 河内山宗俊
- 元禄名槍伝 豪快一代男（1955年、松竹） - 頼母木主水
- お役者小僧 江戸千両幟（1955年、松竹） - 中津勘解由
- 綱渡り見世物侍（1955年、大映） - 和田外記
- 弓張月（東映） - 六条判官為義
  - 第一篇 筑紫の若武者（1955年）
  - 第二篇 運命の白縫姫（1955年）
  - 完結篇 南海の覇者（1955年）
- 獅子丸一平（1955年、東映） - 黒谷兵太夫
- 絵島生島（1955年、松竹） - 五代目山村長太夫
- 薩摩飛脚（1955年、東映） - 秋元但馬守
- 怪盗と判官（1955年、大映） - 遠山河内守
- 唄祭り江戸っ子金さん捕物帖（1955年、新芸プロ） - 備前屋宗兵衛
- 新・平家物語三部作（大映）
  - 新・平家物語（1955年） - 久世治久
  - 新・平家物語 義仲をめぐる三人の女（1956年） - 平頼盛
  - 新・平家物語 静と義経（1956年） - 土肥実平
- 花の渡り鳥（1956年、大映） - 鹿島の七兵衛
- 黒田騒動（1956年、東映） - 酒井忠勝
- 又四郎喧嘩旅（1956年、大映） - 高山内記
- 赤穂浪士 天の巻・地の巻（1956年、東映） - 大野九郎兵衛
- 大当り男一代（1956年、松竹） - 山城屋長左衛門
- 白井権八（1956年、東宝） - 山形屋甚兵衛
- 柳生連也斎 秘伝月影抄（1956年、大映） - 渡辺守綱
- 剣豪二刀流（1956年、東映） - 寺尾軍兵衛
- 怪盗鼠小僧 祭に消えた男（1956年、松竹） - 竜神の辰五郎
- のんき侍大暴れ（1956年、松竹） - 江田島左内
- 花頭巾（1956年、大映） - 巻山源庵
- 髑髏銭（1956年、東映） - 筑紫屋卯蔵
- 御存じ怪傑黒頭巾 神出鬼没（1956年、東映） - 小栗豊後守
- やくざ大名（1956年、東映） - 水野左近将監
- 紀州の暴れん坊（1956年、松竹） - 本間主水
- ふり袖捕物帖シリーズ（東映）
  - ふり袖捕物帖 若衆変化（1956年） - 長崎屋金八
  - ふり袖捕物帖 ちりめん駕籠（1957年） - 殿村主膳
- 酔いどれ牡丹（1956年、京都映画） - 松平伊豆守信綱
- 新春オールスター映画（東映）
  - 任侠清水港（1957年） - 紬の文吉
  - 任侠東海道（1958年） - 雲風の亀吉
  - 任侠中仙道（1960年） - 雲風の多右衛門
- 大江戸喧嘩纏（1957年、東映） - 新貝主膳
- 恋染め浪人（1957年、東映） - 国分屋久兵衛
- まだら頭巾剣を抜けば 乱れ白菊（1957年、松竹） - 大沢越中守
- 花まつり男道中（1957年、東映） - 大利根の政蔵
- 大名囃子（1957年、東映） - 鷹取大膳
- 柳生武芸帳（1957年、東宝） - 久我武左衛門
- 刀傷未遂（1957年、大映） - 土屋相模守
- 朱雀門（1957年、大映） - 橋本実久
- 万五郎天狗（1957年、大映） - 成瀬織部
- 大忠臣蔵（1957年、松竹） - 斧九太夫
- 黄金の伏魔殿（1957年、東映） - 後藤三右衛門
- ゆうれい船（1957年、東映） - 海野将監
- 雪の渡り鳥（1957年、大映） - 帆立の丑松
- 不知火頭巾（1957年、大映） - 諏訪相模守
- 地上（1957年、大映） - 祖父六右衛門
- 桃太郎侍（1957年、大映） - 右田外記
- 神変麝香猫（1958年、東映） - 柳生兵庫
- 花太郎呪文（1958年、大映） - 林久左衛門
- 江戸っ子祭（1958年、大映） - 本多上野介
- 葵秘帖（1958年、東映） - 水野屋灘右衛門
- ふり袖纏（1958年、大映） - 跡部甲斐守
- 忠臣蔵（1958年、大映） - 片岡源五右衛門
- 大菩薩峠 第二部（1958年、東映） - 望月宗兵ヱ
- 命を賭ける男（1958年、大映） - 石谷将監
- 伊奈の勘太郎（1958年、東映） - 今戸の富五郎
- 口笛を吹く渡り鳥（1958年、大映） - 黒磯の五兵衛
- 炎上（1958年、大映） - 桑井禅海
- 花の遊侠伝（1958年、大映） - 林肥後守
- 喧嘩太平記（1958年、東映） - 柳生飛騨守
- 日蓮と蒙古大襲来（1958年、大映） - 北条実政
- 柳生旅ごよみ 女難一刀流（1958年、東映） - 生田勘解由
- 濡れ髪剣法（1958年、大映） - 安藤将監
- 伊賀の水月（1958年、大映） - 松平伊豆守
- 弁天小僧（1958年、大映） - 浜松屋幸兵衛
- 忠臣蔵 暁の陣太鼓（1958年、松竹） - 藤井瀬左衛門
- 忠臣蔵 櫻花の巻・菊花の巻（1959年、東映） - 稲葉丹後守
- 人肌牡丹（1959年、大映） - 佐山能登守
- 遊太郎巷談（1959年、大映） - 三休和尚
- かげろう笠（1959年、大映） - 藤崎頼母
- 蛇姫様（1959年、大映） - 入久保佐渡守
- 若き日の信長（1959年、大映） - 山口左馬之助
- 新吾十番勝負シリーズ（東映）
  - 新吾十番勝負（1959年） - 本多上総介
  - 新吾十番勝負 第三部（1960年） - 牧野河内守
  - 新吾二十番勝負 完結篇（1963年） - 太田備中守
- お役者文七捕物暦 蜘蛛の巣屋敷（1959年、東映） - 真柄十太夫
- 風流使者 天下無双の剣（1959年、東映） - 大島采女
- 紅あざみ（1959年、大映） - 松平容保
- 風来物語 任侠篇（1959年、大映） - 花政
- 千羽鶴秘帖（1959年、大映） - 脇坂掃部頭
- 水戸黄門漫遊記シリーズ（東映）
  - 水戸黄門 天下の副将軍（1959年） - 戸田山城守
  - 水戸黄門（1960年） - 土屋相模守政直
- 森の石松幽霊道中（1959年、宝塚映画） - 武蔵屋周太郎
- 鳴門の花嫁（1959年、大映） - 稲葉内膳正
- 富嶽秘帖（1959年、東映） - 田沼玄蕃意正
- 浪花の恋の物語（1959年、東映） - 竹田出雲
- 恋山彦（1959年、東映） - 紀の国屋文左衛門
- かげろう絵図（1959年、大映） - 美濃部筑前守
- 天下の伊賀越 暁の血戦（1959年、東映） - 松平伊豆守
- 百万両五十三次（1959年、東映） - 秋元但馬守
- 薄桜記（1959年、大映） - 千坂兵部
- 浮かれ三度笠（1959年、大映） - 此木大膳正
- 千姫御殿（1960年、大映） - 池田玄蕃
- 丹下左膳シリーズ（東映）
  - 丹下左膳 妖刀濡れ燕（1960年） - 鹿島外記
  - 丹下左膳 濡れ燕一刀流（1961年） - 石川左近将監
- 野狐笛 花吹雪一番纏（1960年、東映） - 秋田屋作兵衛
- 若桜千両槍（1960年、東映） - 大島典膳
- 越後獅子祭（1960年、松竹） - 越後屋新右衛門
- さいころ無宿（1960年、東映） - 釈迦の十造
- 酒と女と槍（1960年、東映） - 前田家重臣
- 大岡政談 魔像篇（1960年、東映） - 牧野備中守
- 続次郎長富士（1960年、大映） - 黒竜屋亀吉
- 旅の長脇差シリーズ（東映）
  - 旅の長脇差 花笠椿（1960年） - 辰巳屋源蔵
  - 旅の長脇差 伊豆の佐太郎（1960年） - 無仏和尚
- 次郎長血笑記シリーズ（東映）
  - 次郎長血笑記 殴り込み道中（1960年） - 安藤の文蔵
  - 次郎長血笑記 殴り込み荒神山（1960年） - 黒駒の勝蔵
- 源太郎船（1960年、大映） - 雷門の東蔵
- 切られ与三郎（1960年、大映） - 伊豆屋与左衛門
- 親鸞（1960年、東映） - 静巌
- 忠直卿行状記 (1960年)
- 白子屋駒子（1960年、大映） - 加賀屋長兵衛
- つばくろ道中（1960年、東映） - 幕張の利兵衛
- 地雷火組（1960年、東映） - 板倉内膳正
- 緋ぼたん浪人（1960年、東映） - 堺屋松右衛門
- 大坂城物語（1961年、東宝） - 伊丹屋道幾
- 家光と彦左と一心太助（1961年、東映） - 安藤対馬守重信
- 右門捕物帖 南蛮鮫（1961年、東映） - 土井大炊頭
- 江戸っ子肌（1961年、大映） - 伊兵衛
- 鯉名の銀平（1961年、大映）
- 旗本喧嘩鷹（1961年、東映） - 越前屋伝兵衛
- 剣豪天狗まつり（1961年、東映） - 天狗
- 吸血死美人彫り（1961年、ニュー東映） - 黒塚弾正
- 吸血怪人屋敷（1961年、ニュー東映） - 中津川日向守
- 赤穂浪士（1961年、東映） - 松前伊豆守
- 旅はお色気（1961年、大映） - 板倉豊前守
- 桜田門（1961年、大映） - 堀田備中守
- はやぶさ大名（1961年、東映） - 朝日丹波
- 反逆児（1961年、東映） - 大久保忠世
- ゲンと不動明王（1961年、東宝） - 地主
- 出世武士道（1961年、東映） - 四井屋銀右衛門
- 赤い影法師（1961年、東映） - 大国屋治兵衛
- 東海一の若親分（1961年、東映） - 大和田の友蔵
- 天下の御意見番（1962年、東映） - 竹内金兵衛
- 暴れん坊一代（1962年、東映） - 小幡の周太郎
- 源氏九郎颯爽記 秘剣揚羽の蝶（1962年、東映） - 須藤弥左衛門
- 千姫と秀頼（1962年、東映） - 坂崎勘兵衛
- 裁かれる越前守（1962年、大映） - 大岡忠右衛門
- 壁の中の美女（1962年、東映） - 竜造寺将監
- どぶろくの辰（1962年、東宝） - 親方
- 江戸へ百七十里（1962年、大映） - 大坪兵太夫
- 勢揃い関八州（1962年、東映） - 庄屋仁右衛門
- 鉄火若衆（1962年、東映） - 豊川兵庫
- 血煙り笠（1962年、東映） - 手塚次郎大夫
- お吟さま（1962年、松竹）
- 忠臣蔵 花の巻・雪の巻（1962年、東宝） - 原惣右衛門
- 血文字屋敷（1962年、東映） - 脇坂山城守
- 女の座（1962年、東宝） - 和尚
- 宮本武蔵シリーズ（東映）- 植田良平
  - 宮本武蔵 般若坂の決斗（1962年）
  - 宮本武蔵 二刀流開眼（1963年）
  - 宮本武蔵 一乗寺の決斗（1964年）
- 薩陀峠の対決（1962年、東映） - 松平安芸守
- 若さま侍捕物帖 お化粧蜘蛛（1962年、東映） - 肥前屋多左衛門
- 柳生武芸帳シリーズ（東映） - 柳生但馬守
  - 柳生武芸帳 片目の十兵衛（1963年）
  - 柳生武芸帳 片目水月の剣（1963年）
  - 十兵衛暗殺剣（1964年）
- 伝七捕物帖 女狐小判（1963年、東映） - 備前屋才兵衛
- 武士道残酷物語（1963年、東映） - 上月源左
- 手討（1963年、大映） - 横田備中守
- 秘剣（1963年、東宝） - 甲野伴左衛門
- 新撰組血風録 近藤勇（1963年、東映） - 松前伊豆守
- 雲の剣風の剣（1963年、東映） - 安藤対馬守
- 銭形平次捕物控（1963年、東映） - 堺屋庄兵衛
- 次郎長三国志（1963年、東映） - 和田島の太左衛門
- 十三人の刺客（1963年、東映） - 老中
- 博徒（1964年、東映） - 松丸社長
- 博徒ざむらい (1964年)
- 士魂魔道 大龍巻（1964年、東宝） - 阿部備中守
- 座頭市あばれ凧（1964年、大映） - 津向の文吉
- 徳川家康（1965年、東映） - 林通勝
- 忍びの者 伊賀屋敷（1965年、大映） - 牧野兵庫
- 剣鬼（1965年、大映） - 影村主膳
- 天保遊侠伝 代官所破り（1965年、東映） - 十一屋仁蔵
- 花と龍（1965年、東映） - 大庭春吉
- 関東果し状（1965年、東映） - 榊田博士
- 若親分喧嘩状（1966年、大映） - 門前忠太郎
- 大菩薩峠（1966年、東宝） - 机弾正
- 兄弟仁義（1966年、東映） - 大岩喜之助
- 眠狂四郎無頼剣（1966年、大映） - 弥彦屋彦右衛門
- 佐々木小次郎（1967年、東宝） - 有吉内膳
- 一心太助 江戸っ子祭り（1967年、東映） - 松前屋五郎蔵
- 8.15シリーズ（東宝）
  - 日本のいちばん長い日（1967年） - 石黒忠篤農相
  - 激動の昭和史 沖縄決戦（1971年） - 病気にうなされる老人
- 日本侠客伝 斬り込み（1967年、東映） - 横山勘市
- 博奕打ち 総長賭博（1968年、東映） - 荒川政吉天龍一家初代総長
- 斬る (1968年、東宝)
- 祇園祭（1968年、日本映画復興協会） - 文助
- 尻啖え孫市（1969年、大映） - 半井驢庵
- 新選組（1969年、三船プロ） - 鵜殿甚左衛門
- 風林火山（1969年、三船プロ） - 長坂頼弘
- 緋牡丹博徒 二代目襲名（1969年、東映） - 吉井大蔵
- 賞金稼ぎ（1969年、東映） - 桑島織部
- 幕末（1970年、中村プロ） - 藤吉
- 蝦夷館の決闘（1970年、東京映画） - 老中阿部豊後守
- 姿三四郎（1977年、東宝） - 村長
- 赤穂城断絶（1978年、東映） - 内川孫右衛門
- 日蓮（1979年、松竹） - 北条政村
- 真田幸村の謀略（1979年、東映） - 天海
- 徳川一族の崩壊（1980年、東映） - 毛利敬親
- お葬式（1984年、伊丹プロ） - 老人会長
- ジャズ大名（1986年、松竹）

### テレビドラマ
- 鶴田浩二アワー / 街の入墨者（1958年、NTV）
- 侍 第16回「戦国友情」（1961年、KTV）
- シャープ火曜劇場（CX）
  - 第43回「地唄」（1962年）
  - 第51回「愛よいまこそ」（1962年）
- 名作推理劇場 / 歪んだネクタイ（1962年、NET）
- 織田信長（1962年 - 1963年、TBS） - 平手政秀
- 浪曲ドラマ / 無明の恋・平家物語巻十横笛より（1963年、NHK）
- 東芝日曜劇場 第355回「牢屋同心」（1963年、TBS）
- 近鉄金曜劇場 / 散る花びらに（1964年、TBS）
- 素浪人 月影兵庫（NET / 東映） 
  - 第1シリーズ 第3話「白い雲が呼んでいた」（1965年） - 喜兵エ
  - 第1シリーズ 第19話「見知らぬ国のことだった」（1965年） - 白崎紋十郎
- ザ・ガードマン（TBS / 大映テレビ室）
  - 第85話「ニセ札は踊る」（1966年）
  - 第111話「死を招く部屋」（1967年）
  - 第285話「ひばりの愛の逃亡姉妹」（1970年）
- 銭形平次（CX / 東映）
  - 第8話「刑場の花嫁」（1966年） - 浪五郎
  - 第50話「血ぬられた庖丁」（1967年） - 伊八
- 特別機動捜査隊（NET）
  - 第257話「小さな墓」（1966年）
  - 第717話（1975年） - 警視総監
- NHK大河ドラマ（NHK）
  - 三姉妹（1967年） - 神保修理
  - 竜馬がゆく（1968年） - 矢野市之丞
- 三匹の侍（CX）
  - 第4シリーズ 第17話「悪童ども」（1967年） - 平山久蔵
  - 第5シリーズ 第4話「狼が死んだ」（1967年） - 多田兵介
- 水戸黄門（TBS / C.A.L）
  - 第1部 第9話「黄金の谷 -御油宿-」（1969年9月29日） - 庄屋多左ヱ門
  - 第3部
    - 第2話「明神谷の決闘 -小田原-」（1971年12月6日） - 相模屋次郎八
    - 第11話「恩讐の通し矢 -岡崎-」（1972年9月26日） - 加納屋重兵衛

  - 第6部 第19話「仇討ち！阿波踊り ‐徳島‐」（1975年8月4日） - 紺屋又四郎
- 女殺し屋 花笠お竜 第3話「狂犬の歌がきこえる」（1969年、12ch / 国際放映） - 岡っ引き徳三
- 鬼平犯科帳 第１シリーズ （NET / 東宝）
  - 第21話「浅草御厩河岸」（1970年2月24日）‐ 海老坂の与兵衛
  - 第54話「色と欲」（1970年10月13日） - 鹿足の正五郎
- 大岡越前（TBS / C.A.L）
  - 第1部 第3話「謎の父子鶴」（1970年3月30日） - 浪花屋重兵ヱ
  - 第2部 第9話「消えた越前」（1971年7月12日） - 西田屋
  - 第3部 第27話「死の匂いのする花」（1972年12月18日） - 松前屋徳兵ヱ
- 旗本退屈男 第4話「元禄刀腰元」（1970年10月27日、CX / 東宝） - 能勢新兵衛
- 大忠臣蔵（1971年、NET / 三船プロ） - 原惣右衛門
- 人形佐七捕物帳 第13話「ほおづき大尽」（NET / 東宝） - 海老屋万助
- 天皇の世紀 第13話「壊滅」（1971年、ABC / 国際放映） - 山国兵部
- おらんだ左近事件帖 第10話「お福が泣いている」（1971年、CX / 東宝） - 相馬藩家老・宇郷
- 大江戸捜査網 第60話「傷だらけの決闘」（1972年、12ch / 日活） - 紀州屋五兵衛
- 荒野の素浪人（NET / 三船プロ）
  - 第1シリーズ 第17話「強奪 けもの谷の御用金」（1973年） - 久作
  - 第1シリーズ 第58話「荒涼 殺生谷の黄金」（1973年） - 村長　喜兵衛
- 荒野の用心棒 第3話「兇弾は女地獄に炸裂して…」（1973年、NET / 三船プロ） - 和泉屋浪六
- 剣客商売 第4話「井関道場、四天王」（1973年、CX / 東宝） - 三好四郎兵衛
- 旅人異三郎 第24話「渡世の義理に罠がしかけられた」（1973年、12ch / 三船プロ） - 山木屋太兵衛
- スーパーロボット マッハバロン 第1話「マッハバロン暁に出撃す」（1974年、NTV） - 主人公の祖父・嵐田竜之介
- 鞍馬天狗 第19話「世直しまさかり組」（1974年、NTV / 東宝） - 加賀屋
- 非情のライセンス 第2シリーズ 第31話「兇悪のプレゼント」（1975年、NET / 東映） - 総会屋・桜井
- 長崎犯科帳 第3話「彼奴は医者か殺し屋か」（1975年、NTV） - 引田甚右衛門
- 破れ傘刀舟悪人狩り（NET / 三船プロ）
  - 第36話「町人武士道」（1975年） - 白川主馬之助
  - 第129話「御狩場絶唱」（1977年） - 惣兵衛
- 子連れ狼 第3部 第8話「死季」（1976年、NTV / ユニオン映画） - 重兵衛
- 祭ばやしが聞こえる（1977年、NTV / 東宝）
- 江戸を斬るIII 第23話「男の約束」（1977年、TBS） - 辰巳屋宗兵衛
- 赤穂浪士（1978年、ANB） - 堀部弥兵衛
- 江戸の激斗 第25話「風に舞う必殺四方剣」（1979年、CX / 東宝） - 黒田源斎
- 鬼平犯科帳（萬屋錦之介版）第1～3シリーズ（1980年～1982年、ANB / 東宝） - 舟形の宗平
- 新春ワイド時代劇（TX）
  - それからの武蔵（1981年、中村プロ） - 阿部弥一右衛門
  - 竜馬がゆく（1982年、中村プロ） - 藤吉
- 時代劇スペシャル（CX）
  - 振り袖御免 江戸芙蓉堂医館（1981年、東宝） - 堀越耕右衛門
  - 日本犯科帳・隠密奉行（1981年、中村プロ） - 村田内蔵助
  - 日本犯科帳・隠密奉行 久留米篇（1982年、中村プロ） - 喜兵衛
  - 仕掛人・藤枝梅安 梅安岐れ道（1983年、東宝） - 庄屋嘉兵衛
- 特捜最前線 第244話「消えた聖女・恐怖の48時間!」（1982年、ANB / 東映）
- 仕掛人・藤枝梅安 第6話「梅安岐れ道」（1983年、CX / 東宝） - 庄屋嘉兵衛